# Volksempfänger

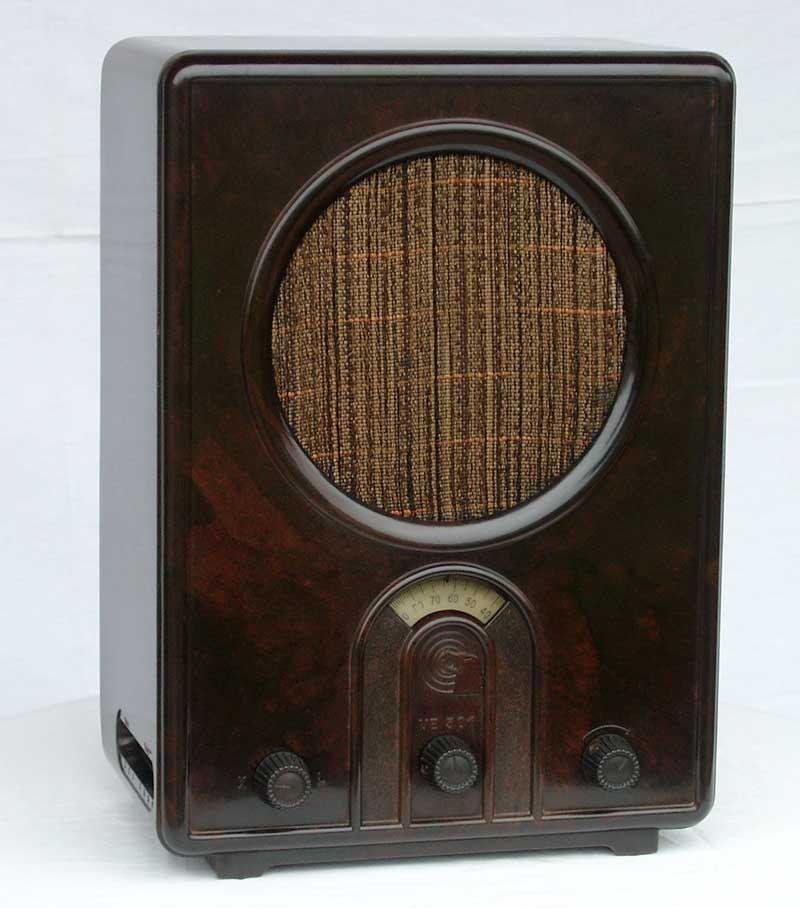
Volksempfänger VE301 - Den distinkta bakelitlådan ritades av arkitekten och industridesignern Walter Maria Kersting.

Volksempfänger (tyska folkets mottagare) var en lågpris radiomottagare utvecklad av Otto Griessing på begäran av Joseph Goebbels därav på tysk slang kallad Goebbelsschnauze ("Goebbels trut/mun") på 1930-talet i det då nationalsocialistiska Tyskland. Syftet var att göra det möjligt för alla medborgare att lyssna på radio och höra vad regimen ville säga till folket. Priset på apparaten var därför lågt, endast 76 riksmark. Den lanserades i och med Internationale Funkausstellung Berlin 18 augusti 1933.

## Historik

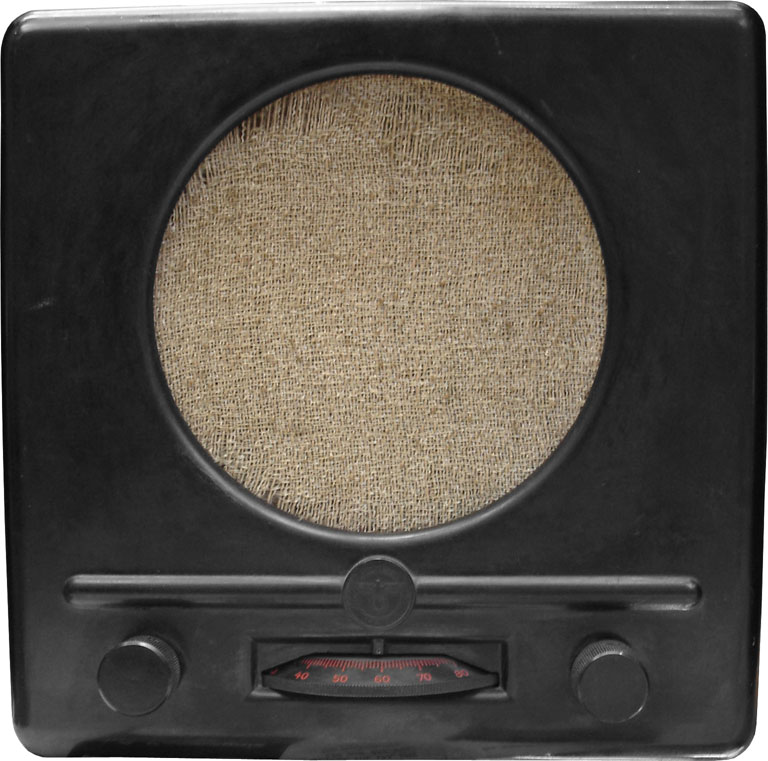
Volksempfänger DKE38 (byggd från 1938 till 1944)

Den ursprungliga modellen Volksempfänger VE301 ("VE" står för "Volksempfänger" och "301" hänvisar till datumet den 30 januari 1933 – dagen då Hitler utsågs till Tysklands rikskansler) presenterades den 18 augusti 1933 på 10:e Große Deutsche Funkausstellung i Berlin. VE301 var tillgänglig till ett lätt överkomligt pris på 76 ℛ︁ℳ︁ (motsvarande två veckors genomsnittslön), och en billigare modell på 35 ℛ︁ℳ︁ (bara lite mer än den genomsnittliga veckolönen på 32 ℛ︁ℳ) för alla tyska familjers budget.), DKE38 (ibland kallad Goebbels-Schnauze – "Goebbels nos" – av allmänheten) utrustad med ett vakuumrör i flera sektioner, tillverkades också senare, tillsammans med en serie andra modeller under Volksempfänger, Gemeinschaftsemp Freude (Kraftfänger, KKED)), och andra märken.
Volksempfänger var konstruerad för att tillverkas så billigt som möjligt och som en följd av detta saknade de i allmänhet kortvågsband och följde inte den praxis, som var vanlig vid den tiden, med att markera den ungefärliga positionen för större europeiska stationer på dess inställningsskala. Endast tyska och (efter annekteringen 1938) österrikiska stationer markerades, och billigare modeller angav endast godtyckliga nummer. Känsligheten för att ta emot svaga signaler var begränsad för att ytterligare minska produktionskostnaderna och så länge som uppsättningen kunde ta emot Deutschlandsender och den lokala Reichssender, ansågs den vara tillräckligt känslig. Emellertid kunde utländska stationer tas emot efter mörkrets inbrott med en extern antenn, särskilt som stationer, som BBC European Service, ökade sin sändningseffekt under krigets gång. 
Att lyssna på utländska stationer blev ett brott i Nazityskland när kriget började. Däremot i vissa ockuperade områden, som Polen, var all radiolyssnande av icke-tyska medborgare förbjuden (senare i kriget utvidgades detta förbud till ett fåtal andra ockuperade länder i kombination med massbeslag av radioapparater). Påföljderna sträckte sig från böter och konfiskering av radioapparater till, särskilt senare i kriget, dömande till koncentrationsläger eller dödsstraff. Ändå var ett sådant hemligt lyssnande utbrett i många nazi-ockuperade länder och (särskilt senare under kriget) i själva Tyskland. Tyskarna försökte också radiostörning av vissa fiendestationer med begränsad framgång. 

## Tekniska detaljer

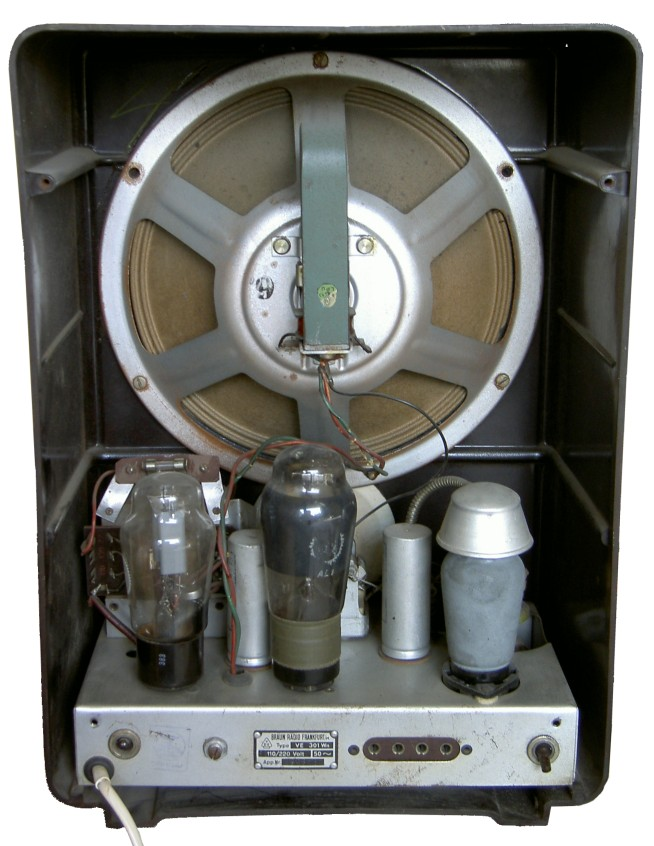
VE301 WN inredningskomponenter

Först introducerad 1933, använde Volksempfänger Model VE301 en regenerativ krets, en ekonomisk konstruktion för radiomottagare som var vanlig under 1920-talet. Tre olika VE301-modeller tillverkades för att passa olika strömförsörjningskrav: batterier, växelström (AC) eller likström (DC). Variationer i växelströmsnätspänningen togs emot genom att flytta en ledning på krafttransformatorn för att välja 110 volt, 130 volt eller 220 volt strömkällor. Uppsättningen använde två eller tre vakuumrör, beroende på vilken typ av strömkälla radion var konstruerad för att fungera från: REN904/AF7 som den regenerativa RF-kretsen, RES 164 som ljudförstärkare och RGN354-likriktaren för mottagare konstruerad för att köras på växelström. 
Radioapparaten kunde ta emot på två band: Langwelle (långvåg) från 150 till 350 kilohertz och Mittelwelle (mellanvåg) från 550 till 1700 kilohertz. På senare modeller var inställningsratten av glas präglad med namnen på tyska och österrikiska städer som motsvarar frekvenserna för sändningsstationer i dessa. Tre antennjack fanns för antenner av olika längd, som användes för att optimera mottagningen på de olika frekvensbanden.
Volksempfänger-modeller tillverkade mellan 1933 och 1937 använde en billig högtalare av metallrör. 1938 års modeller (VE301 Dyn) lade till en ljudutgångstransformator och hade en modernare elektrodynamisk högtalare.

## Arv
Arvet från Volksempfänger som ett verktyg för propaganda är betydande. Historikern Oliver Rathkolb kallade det en "viktig del av framgång" för att sprida den nazistiska ideologin "som inte kunde ignoreras av majoriteten av den tyska befolkningen". Enligt mediehistorikern Alexander Badenoch är "Hitlers röst genom Volksempfänger både en tysk och en hollywoodsk kliché för intrånget av den 'avlägsna' naziststaten i den (annars oskyldiga) inhemska sfären..." Idag använder historiska utställningar den ofta som en "visuell propaganda för nazistiska".
Under parollen "varje nationell kamrat en radiolyssnare" var propagandaminister Joseph Goebbels avsikt med Volksempfänger att fördubbla antalet radiolyssnare.Hitlers arkitekt och minister för krigsmateriel och krigsproduktion, Albert Speer, sa i sitt sista tal vid Nürnbergrättegångarna:
Hitlers diktatur skiljde sig på en grundläggande punkt från alla dess föregångare i historien. Hans var den första diktaturen under den nuvarande moderna tekniska utvecklingen, en diktatur som helt och hållet använde alla tekniska medel för att dominera sitt eget land. Genom tekniska anordningar som radio och högtalare berövades 80 miljoner människor oberoende tankar. Det var därigenom möjligt att underkasta dem en mans vilja...

## Utility-mottagare
Konceptet Volksempfänger "folkets radio" har jämförts med Utility Radio eller "Civilian Receiver" som producerades av Storbritannien mellan 1944 och 1945. Till skillnad från Volksempfänger, producerades Utility Radio främst för att råda bot på en brist på konsumentradioapparater som orsakades av den brittiska radioindustrins övergång från civil till militär radioproduktion. Dessa Utility Radios följde en standardiserad och statligt godkänd utformning och byggdes av ett konsortium av tillverkare som använde standardkomponenter.

## RFT Kolibri
En liknande modell av radiomottagare tillverkades i Östtyskland 1954/55 under varumärket RFT /Stern kallad "Kolibri" (eng:"Hummingbird") som såldes för 50 mark och var mycket lik Volksempfänger i lådstil. En egenskap hos Kolibrimodellen som ofta felaktigt tillskrivs Volksempfänger var att den konstruerades för att ta emot endast två (förinställda) stationer. En modell utan sådana begränsningar tillverkades också av RFT men var dyrare. Populärt hånade eftersom produktionen av Rentnerradio (Pensionärsradio) eller Ulbricht-vogel (Ulbrichts fågel) avbröts på grund av trög försäljning.

## Polsk folkradio
År 1946 tillverkades ett litet antal DKE38 och VE-301 "Ludowy" (folkets) mottagare vid den tidigare tyskhållna radiofabriken i Dzierżoniów, Polen. Dessa tillverkades av material som blivit över efter kriget och liknade Volksempfänger (med örn/hakkors-märket borttaget). Produktionen avslutades när lagret av komponenter var slut och fabriken gick över till att producera polskt konstruerade modeller.

## I populärkulturen
- Albumet Radio-Activity, släppt 1975, av tyska elektroniska musikpionjärer Kraftwerk har en framträdande plats i en Volksempfänger, av märket DKE (modell 38), på omslaget.
- Tyska bandet Welle: Erdball har också producerat en låt med titeln "Volksempfänger VE-301", som först dök upp på deras Die Wunderwelt der Technik -album 2002.
- Medan han bodde i Berlin på 1970-talet producerade den amerikanske konstnären Edward Kienholz en serie verk med titeln Volksempfänger med de gamla radioapparaterna, som på den tiden kunde köpas billigt på Berlins loppmarknader , en följd av det stora antal som hade producerats under förkrigsåren.